# Stallhof
Stallhof är en ort i Österrike. Den ligger i kommunen Stainz i förbundslandet Steiermark, 170 kilometer sydväst om huvudstaden Wien. Orten var till och med 2014 en egen kommun.